# Třída Hangor
Třída Hangor je perspektivní třída diesel-elektrických ponorek pákistánského námořnictva. Představuje derivát čínských ponorek typu 039A/B (v kódu NATO třída Yuan). Celkem je plánována stavba osmi jednotek této třídy.

## Pozadí vzniku
Pákistánské námořnictvo k roku 2024 provozovalo pět konvenčních ponorek francouzské třídy Agosta, přijatých do služby v letech 1979–2006. V dubnu 2015 pákistánská vláda schválila jako jejich náhradu derivát čínských ponorek typu 039A/B a dne 23. července téhož roku objednala stavbu osmi ponorek od čínského firmou China Shipbuilding & Offshore International. Čtyři jednotky z osmi ponorek této třídy staví čínská loděnice Wuchang Shipbuilding Industry (WSIC) ve Wu-chanu a čtyři na základě transferu technologií pákistánská loděnice Karachi Shipyard & Engineering Works (KSEW) v Karáčí. Původně bylo plánováno dodání prvních čtyř člunů v letech 2022–2023 a následně druhé čtveřice z domácích loděnic do roku 2028. Pákistánská loděnice v souvislosti s tímto programem prošla modernizací a rozšířením.
Pákistánská loděnice KSEW staví pátou až osmou jednotku této třídy. Slavnostní první řezání oceli na první ponorku této série Tasnim proběhlo 9. prosince 2021. Tasnim je historicky první ponorkou postavenou pákistánskými loděnicemi. Kýl ponorky Tasnim byl založen 24. prosince 2022. Tři dny před tímto dnem proběhlo první řezání oceli na druhou ponorku z loděnice KSEW. Její kýl byl založen 14. února 2024.
Jednotky třídy Hangor:
| Jméno   | Loděnice | Založení kýlu     | Spuštěna        | Vstup do služby | Status    |
| ------- | -------- | ----------------- | --------------- | --------------- | --------- |
| Hangor  | WSIC     |                   | 26. dubna 2024  |                 | ve stavbě |
| Tasnim  | KSEW     | 24. prosince 2022 |                 |                 | ve stavbě |
| Shushuk | WSIC     |                   | 13. března 2025 |                 | ve stavbě |
|         | KSEW     | 14. února 2024    |                 |                 | ve stavbě |
| Mangro  | WSIC     |                   | 14. srpna 2025  |                 | ve stavbě |
|         | KSEW     |                   |                 |                 |           |
|         | WSIC     |                   |                 |                 |           |
|         | KSEW     |                   |                 |                 |           |

## Konstrukce
Výzbroj lodí tvoří šest 533mm torpédometů. Ponorky jsou vybaveny pomocným pohonem nezávislým na přístupu atmosférického vzduchu. Využívá principu Stirlingova motoru. Nejvyšší rychlost na hladině dosahuje 20 uzlů.